# 動物の解放
『動物の解放』（どうぶつのかいほう、Animal Liberation: A New Ethics for Our Treatment of Animals）は、ピーター・シンガーの1975年の著書。動物の権利運動において、その思想を理論づけた書物として広く認められている。シンガー自身も、人間と人間以外の動物の問題において権利の概念を理論的な枠組みとして用いることを否定している。ジェレミ・ベンサムが主張したように、シンガーは動物にも苦しむ能力があるという理由で彼らの利益が考慮されるべきであり、それを考慮するために権利の概念は不要であると主張した。シンガーは『動物の解放』で、リチャード・D・ライダーが動物の搾取的な取り扱いを言い表すために造語した「種差別」の用語を広めた。2023年に改訂版『新・動物の解放』が出版された。

## 概要
シンガーの主張の中核は、「最大量の善さ」が倫理的な行動を規定するとする功利主義の思想の拡張である。シンガーは、この原則を人間以外の動物に適用しない理由はないと主張する。
シンガーは「権利」を倫理的な概念として否定するものの、彼の立場は苦しみを最小化するという功利主義の原則から導入されている。シンガーは『動物の解放』で、「人間とその他の動物には明らかに重大な違いがあり、これらの違いが人間とその他の動物が持つ権利に差をもたらした」として、動物の権利は人権とは別であると認める。
『動物の解放』で、シンガーは彼が「種差別」（ある存在が特定の種に属するという理由で差別的な扱いをすること）と呼ぶものに反対する。シンガーは、苦しむ能力がある存在の利益は平等な配慮を受ける価値があると主張し、ある存在が属する種に基づいてその配慮の量を減らすことは、肌の色に基づいて差別することと同様に許容できないとし、動物の権利は彼らの知能ではなく痛みを感じる能力に基づくべきであると主張する。シンガーは特に、動物は平均的な人間より低い知能を持つが、多くの知的障害のある人間も同様に低下した知性を持つし、一部の動物は人間の子供と同じレベルの知能の兆候を示す（例えば、手話やほかの記号言語を部分的に習得する霊長類の動物など）という事実に着目する。このことから、知能は人間以外の動物にそのような知的障害のある人間よりも少ない配慮をする根拠にはならないことがわかる。シンガーは、最も現実的な解決策はベジタリアンまたはビーガン食を採用することだと結論づける。シンガーはまた、利益（医療における治療のレベルの向上など）が使われる動物への害を上回らない限り、動物実験も同様に非難する。

## 関連文献
- 大木竜児. “ピーター・シンガー 『動物の解放』『実践の倫理』”.  関西学院大学. 2022年11月23日閲覧。